# Plateros teruhisai
Plateros teruhisai is een keversoort uit de familie netschildkevers (Lycidae). De wetenschappelijke naam van de soort werd in 2007 gepubliceerd door Matsuda.